# Michele Caputo
Michele Caputo Neto (Maringá, 23 de agosto de 1962) é um farmacêutico e político brasileiro. Foi leito à Assembleia Legislativa do Paraná (ALEP) pelo Partido da Social Democracia Brasileira (PSDB) em 2018.

## Biografia
Caputo é formado em Farmácia pela Universidade Estadual de Maringá (UEM). Atua como servidor público da Secretaria de Estado da Saúde desde 1985. Além de desempenhar liderança na Secretaria de Saúde do estado, no município de Curitiba, foi duas vezes Secretário Municipal de Saúde de Curitiba e Secretário Municipal de Assuntos Metropolitanos.
Em 2011, na gestão do governador Beto Richa (PSDB), assumiu a secretaria de Saúde do Paraná, cargo que desempenhou durante toda a gestão Richa, tornando-se o secretário estadual de Saúde que mais tempo ficou o cargo em todo o Brasil – sete anos e três meses – e mais longevo do Paraná. Presidiu o Conselho Nacional de Secretários de Saúde (Conass), gestão 2017-2018.
Em 2018 recebeu a Medalha de Mérito Oswaldo Cruz, na categoria ouro, considerada a maior honraria da Saúde Pública brasileira. Ainda no mesmo ano, foi eleito uma das 5 personalidades públicas mais influentes da Saúde no Brasil, pela revista Healthcare Management.
Nas eleições de 2018, foi candidato a deputado estadual pelo PSDB. Recebeu 51.264 votos, sendo eleito e assumindo o mandato em fevereiro de 2019.